# Achaea eusciasta
Achaea eusciasta is een vlinder uit de familie van de spinneruilen (Erebidae). De wetenschappelijke naam van deze soort is voor het eerst voorgesteld door George Francis Hampson in een publicatie uit 1913.

## Verspreiding
De soort komt voor in de Andamanen, Singapore en Australië (Queensland).

## Waardplanten
De rups leeft op Chrysophyllum cainito (Sapotaceae).